# مارک گریفین
مارک گریفین (انگلیسی: MC 900 Ft. Jesus؛ زادهٔ ۱۹۵۷) یک موسیقی‌دان اهل ایالات متحده آمریکا است.